# United States Range
United States Range  je 400 km dug gorski lanac smješten u predjelu zvanom Grantova zemlja na krajnjem sjeveru otoka Ellesmerea u kanadskom saveznom teritoriju Nunavut, a ujedno i najsjeverniji planinski lanac na svijetu.  Smješten je na koordinatama 82°25′N 68°0′W / 82.417°N 68.000°W.
Smjer pružanja ovog gorja je zapad-jugozapad - istok-sjeveroistok. Pruža se od Nansenova zaljeva do Lincolnova mora, koje je dio Arktičkog oceana. Najviši vrh gorja je Mount Eugene s 1.850 metara visine.
Lanac je 1861. godine nazvao američki istraživač Isaac Israel Hayes prema svom brodu.